# Gilmar Popoca
Augilmar Silva Oliveira, detto Gilmar Popoca (Manaus, 18 febbraio 1964), è un ex calciatore brasiliano, di ruolo centrocampista.

## Carriera

### Club
Con il Flamengo ha vinto due campionati brasiliani, due Taça Guanabara e un Campionato Carioca. Giocò due partite di Copa do Brasil con il Sampaio Corrêa nel 1998 contro il San Paolo, suo vecchio club; il doppio scontro si concluse con l'eliminazione del Sampaio Corrêa.

### Nazionale
Con la Nazionale di calcio del Brasile ha giocato durante il Mondiale U-20 1983 e durante Los Angeles 1984, aggiudicandosi il titolo nella prima competizione e la medaglia d'argento nella seconda.

## Palmarès

### Club

#### Competizioni statali
- Taça Guanabara: 2

Flamengo: 1984, 1988
- Campionato Carioca: 1

Flamengo: 1986

#### Competizioni nazionali
- Campionato brasiliano: 2

Flamengo: 1983, 1987

### Nazionale
- Campionato mondiale Under-20: 1

Messico 1983
- Argento olimpico: 1

Los Angeles 1984